# Liga dos Campeões da UEFA de 2011–12

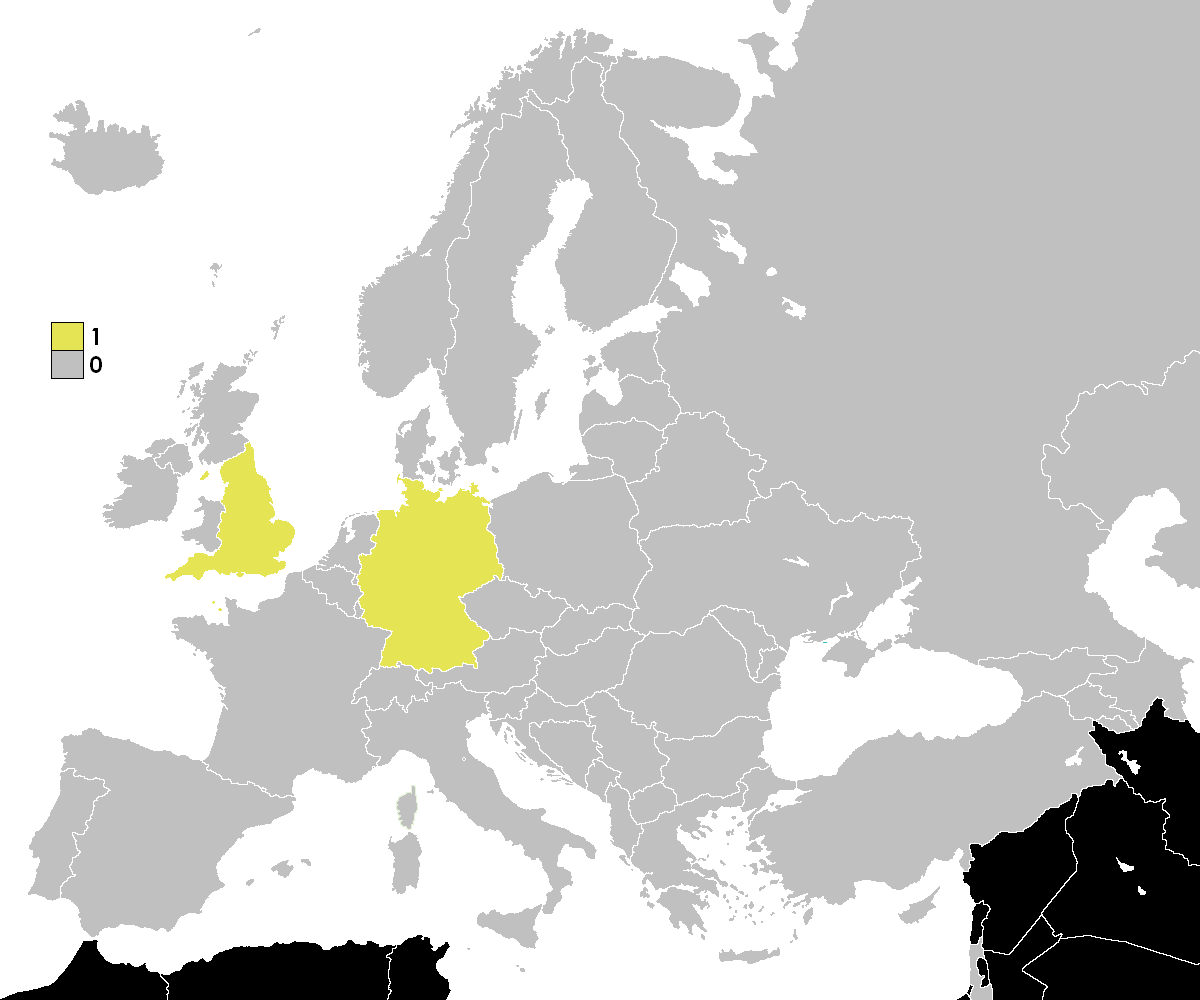
Mapa dos países com respectivos representantes da fase final.
3 representantes
2 representantes
1 representante
Não tem representantes
Não é membro da UEFA

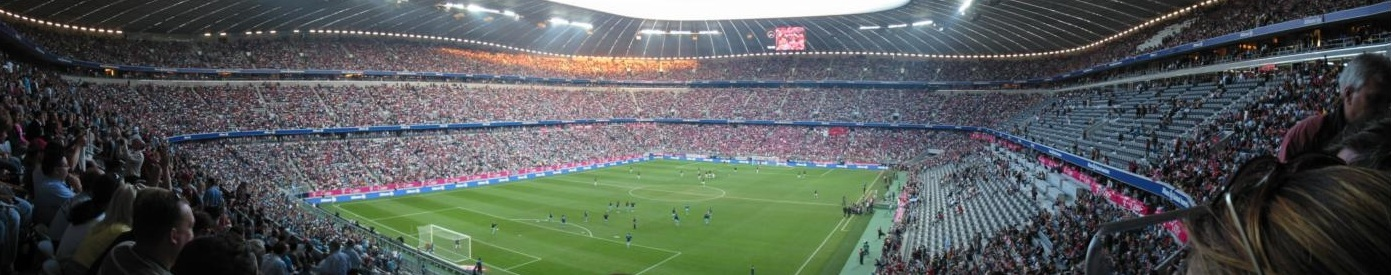
Allianz Arena, palco da final, disputada no dia 19 de Maio de 2012.

A Liga dos Campeões da UEFA de 2011–12 foi a 57ª edição do principal torneio europeu de clubes de futebol. O jogo da final ocorrida no dia 19 de Maio de 2012 foi disputado na Allianz Arena, casa do Bayern de Munique e 1860 Munique, em Munique, Alemanha, embora o estádio será nomeado como "Fußball Arena München" para o jogo pois a UEFA não permite patrocínio por empresas que não estão entre suas organizações parceiras. Nessa Liga dos Campeões serão usados dois auxiliares extras - um atrás de cada gol – em todas as partidas, fato que ocorre na Liga Europa da UEFA desde a temporada 2009-10.
A equipe do Chelsea foi o campeão da Liga dos Campeões da UEFA de 2011-12 após empatar por 1-1 com o Bayern de Munique nos 90 minutos e levou nos pênaltis. Foi a primeira conquista do clube inglês e representou a UEFA na Copa do Mundo de Clubes da FIFA de 2012.

## Distribuição de vagas e qualificação
Um total de 76 equipes de 52 federações filiadas a UEFA participarão da Liga dos Campeões da UEFA na temporada de 2011-12. As vagas por associação são definidas pelo Ranking de Coeficiência da UEFA de 2010, que cálcula a performance dos clubes de cada país das temporadas de 2005-06 á 2009-10.
As vagas para a Liga dos Campeões da UEFA de 2011-12 foram definidas da seguinte maneira:
- Associações de 1-3 têm quatro times qualificados

- Associações de 4-6 têm três times qualificados

- Associações de 7-15 têm dois times qualificados

- Associações de 16-53 têm um time qualificado (excluindo Liechtenstein)

O Campeão da Liga dos Campeões da UEFA de 2010-11 tinha direito a uma vaga adicional, porém como o  Barcelona conseguiu a classificação através do desempenho nacional, essa vaga adicional não foi necessária.
| Rank | Associação       | Coef.  | Times |
| ---- | ---------------- | ------ | ----- |
| 1    | Inglaterra       | 81.856 | 4     |
| 2    | Espanha          | 79.757 | 4     |
| 3    | Itália           | 64.338 | 4     |
| 4    | Alemanha         | 64.207 | 3     |
| 5    | França           | 53.740 | 3     |
| 6    | Rússia           | 43.791 | 3     |
| 7    | Ucrânia          | 39.550 | 2     |
| 8    | Romênia          | 39.491 | 2     |
| 9    | Portugal         | 38.296 | 2     |
| 10   | Países Baixos    | 36.546 | 2     |
| 11   | Turquia          | 34.450 | 2     |
| 12   | Grécia           | 29.899 | 2     |
| 13   | Suíça            | 28.375 | 2     |
| 14   | Bélgica          | 27.900 | 2     |
| 15   | Dinamarca        | 27.350 | 2     |
| 16   | Escócia          | 25.791 | 1     |
| 17   | Bulgaria         | 22.000 | 1     |
| 18   | República Tcheca | 21.975 | 1     |

| Rank | Associação           | Coef.  | Times |
| ---- | -------------------- | ------ | ----- |
| 19   | Áustria              | 19.575 | 1     |
| 20   | Israel               | 18.875 | 1     |
| 21   | Chipre               | 17.999 | 1     |
| 22   | Noruega              | 17.400 | 1     |
| 23   | Eslováquia           | 15.832 | 1     |
| 24   | Suécia               | 14.191 | 1     |
| 25   | Sérvia               | 14.000 | 1     |
| 26   | Polônia              | 12.541 | 1     |
| 27   | Croácia              | 12.332 | 1     |
| 28   | Bielorrússia         | 11.541 | 1     |
| 29   | Irlanda              | 9.541  | 1     |
| 30   | Finlândia            | 9.499  | 1     |
| 31   | Bósnia e Herzegovina | 8.749  | 1     |
| 32   | Lituânia             | 8.416  | 1     |
| 33   | Letônia              | 8.248  | 1     |
| 34   | Moldávia             | 7.290  | 1     |
| 35   | Eslovênia            | 6.957  | 1     |
| 36   | Hungria              | 6.750  | 1     |

| Rank | Associação       | Coef. | Times |
| ---- | ---------------- | ----- | ----- |
| 37   | Geórgia          | 5.748 | 1     |
| 38   | Azerbaijão       | 5.498 | 1     |
| 39   | Islândia         | 5.415 | 1     |
| 40   | Macedônia        | 5.332 | 1     |
| 41   | Liechtenstein    | 4.500 | 0     |
| 42   | Cazaquistão      | 4.499 | 1     |
| 43   | Estônia          | 4.374 | 1     |
| 44   | Albânia          | 3.999 | 1     |
| 45   | Armênia          | 2.999 | 1     |
| 46   | Gales            | 2.581 | 1     |
| 47   | Montenegro       | 2.125 | 1     |
| 48   | Ilhas Faroe      | 1.832 | 1     |
| 49   | Irlanda do Norte | 1.624 | 1     |
| 50   | Luxemburgo       | 1.249 | 1     |
| 51   | Andorra          | 1.000 | 1     |
| 52   | Malta            | 0.916 | 1     |
| 53   | San Marino       | 0.750 | 1     |

### Distribuição
Primeira rodada de qualificação (4 equipes)
- 4 campeões das associações 50–53

Segunda rodada de qualificação (34 equipes)
- 2 vencedores da primeira rodada
- 32 campeões das associações 17–49 (excluindo Liechtenstein)

Terceira rodada de qualificação (30 equipes)
- Campeões
  - 17 vencedores da segunda rodada
  - 3 campeões das associações 13–15
- Não-campeões
  - 9 segundos classificados das associações 7–15
  - 1 terceiro classificado da associação 6

Rodada de Play-off (20 equipes)
- Campeões
  - 10 vencedores da terceira rodada
- Não-campeões
  - 5 vencedores da terceira rodada
  - 2 terceiro classificados das associações 4–5
  - 3 quarto classificados das associações 1–3

Fase de Grupos (32 equipes)
- 5 vencedores do play off para campeões
- 5 vencedores do play off para não-campeões
- 12 campeões das associações 1–12
- 6 segundo classificados das associações 1–6
- 3 terceiros classificados das associações 1–3
- Campeão da Liga dos Campeões da UEFA de 2010-11

## Equipes
Posição de classificação da equipe na respectiva liga entre parênteses.

(P-1º indica a equipe vencedora dos play-off para LCU no fim da temporada)
| Fase de grupos                  | Fase de grupos             | Fase de grupos           | Fase de grupos           |  |
| ------------------------------- | -------------------------- | ------------------------ | ------------------------ |  |
| Manchester United (1º)          | Lille (1º)                 | Porto (1º)               | Trabzonspor (2º)Nota TUR |  |
| Chelsea (2º)                    | Olympique de Marselha (2º) | Milan (1º)               | Olympiacos (1º)          |  |
| Manchester City (3º)            | Zenit (1º)                 | Internazionale (2º)      | Basel (1º)               |  |
| Barcelona DT (1º)               | CSKA Moscow (2º)           | Napoli (3º)              | Oţelul Galaţi (1º)       |  |
| Real Madrid (2º)                | Borussia Dortmund (1º)     | Shakhtar Donetsk (1º)    | Ajax (1º)                |  |
| Valencia (3º)                   | Bayer Leverkusen (2º)      |                          |                          |  |
| Rodada de play-off              |                            |                          |                          |  |
| Campeões                        | Não-campeões               | Não-campeões             | Não-campeões             |  |
|                                 | Arsenal (4º)               | Udinese (4º)             | Lyon (3º)                |  |
| Villarreal (4º)                 | Bayern de Munique (3º)     |                          |                          |  |
| Terceira rodada de qualificação |                            |                          |                          |  |
| Campeões                        | Não-campeões               | Não-campeões             | Não-campeões             |  |
| Genk (1º)                       | Rubin Kazan (3º)           | Twente (2º)              | Standard de Liège (2º)   |  |
| Copenhague (1º)                 | Dínamo de Kiev (2º)        | Trabzonspor (2º)Nota TUR | Odense (2º)              |  |
| Rangers (1º)                    | Vaslui (3º)Nota ROU        | Panathinaikos (P-1º)     |                          |  |
|                                 | Benfica (2º)               | Zurique (2º)             |                          |  |
| Segunda rodada de qualificação  |                            |                          |                          |  |
| Litex Lovech (1º)               | Malmö (1º)                 | Ekranas (1º)             | Shkëndija (1º)           |  |
| Partizan Belgrado (1º)          | Skonto (1º)                | Tobol (1º)               | Viktoria Plzeň (1º)      |  |
| Sturm Graz (1º)                 | Wisła Cracóvia (1º)        | Dacia Chişinău (1º)      | Flora Tallinn (1º)       |  |
| Maccabi Haifa (1º)              | Dinamo Zagreb (1º)         | Maribor (1º)             | Skënderbeu Korçë (1º)    |  |
| APOEL (1º)                      | BATE Borisov (1º)          | Videoton (1º)            | Pyunik (1º)              |  |
| Rosenborg (1º)                  | Shamrock Rovers (1º)       | Zestafoni (1º)           | Bangor City (1º)         |  |
| Slovan Bratislava (1º)          | HJK Helsinki (1º)          | Neftchi Baku (1º)        | Mogren (1º)              |  |
| Borac Banja Luka (1º)           | Breiðablik (1º)            | Linfield (1º)            | HB Tórshavn (1º)         |  |
| Primeira rodada de qualificação |                            |                          |                          |  |
| F91 Dudelange (1º)              | Valetta (1º)               | Tre Fiori (1º)           | FC Santa Coloma (1º)     |  |

Notas
- DT Detentor do título
- Romênia (ROU): A equipe do Politehnica Timişoara, vice-campeão do Campeonato Romeno, teve negada a licença nacional para a temporada 2011-12 do campeonato local, então a vaga foi repassada a equipe do Vaslui, terceiro colocado do campeonato, herdou a vaga na terceira rodada de qualificação na Rota dos não-campeões.[5]
- Turquia (TUR): Fenerbahçe, campeão da Süper Lig de 2010–11, foi suspenso pela Federação Turca de Futebol em 24 de agosto de 2011 de participar da Liga dos Campeões da UEFA 2011-12, devido à investigação em curso sobre o escândalo de corrupção nos resultados do campeonato.[6][7] A UEFA decidiu substituí-los na fase de grupos pela equipe do Trabzonspor, vice-campeão turco, que havia perdido na terceira rodada de qualificação da Liga dos Campeões e estava participando do Play-off da Liga Europa.[8]

## Calendário
As datas das partidas foram divulgadas na sede da UEFA em Nyon na Suíça.
| Fase           | Rodada                          | Data do sorteio               | Primeiro jogo                                       | Segundo jogo                                        |
| -------------- | ------------------------------- | ----------------------------- | --------------------------------------------------- | --------------------------------------------------- |
| Qualificação   | Primeira rodada de qualificação | 20 de junho de 2011           | 28–29 de junho de 2011                              | 5–6 de julho de 2011                                |
| Qualificação   | Segunda rodada de qualificação  | 20 de junho de 2011           | 12–13 de julho de 2011                              | 19–20 de julho de 2011                              |
| Qualificação   | Terceira rodada de qualificação | 15 de julho de 2011           | 26–27 de julho de 2011                              | 2–3 de agosto de 2011                               |
| Play-off       | Rodada de Play-off              | 5 Agosto 2011                 | 16–17 de agosto de 2011                             | 23–24 de agosto de 2011                             |
| Fase de grupos | 1° Rodada                       | 25 de agosto de 2011 (Mônaco) | 13–14 de setembro de 2011                           | 13–14 de setembro de 2011                           |
| Fase de grupos | 2° Rodada                       | 25 de agosto de 2011 (Mônaco) | 27–28 de setembro de 2011                           | 27–28 de setembro de 2011                           |
| Fase de grupos | 3° Rodada                       | 25 de agosto de 2011 (Mônaco) | 18–19 de outubro de 2011                            | 18–19 de outubro de 2011                            |
| Fase de grupos | 4° Rodada                       | 25 de agosto de 2011 (Mônaco) | 1–2 de novembro de 2011                             | 1–2 de novembro de 2011                             |
| Fase de grupos | 5° Rodada                       | 25 de agosto de 2011 (Mônaco) | 22–23 de novembro de 2011                           | 22–23 de novembro de 2011                           |
| Fase de grupos | 6° Rodada                       | 25 de agosto de 2011 (Mônaco) | 6–7 de dezembro de 2011                             | 6–7 de dezembro de 2011                             |
| Fases Finais   | Oitavas-de-final                | 16 de dezembro de 2011        | 14–15 & 21–22 de fevereiro de 2012                  | 6–7 & 13–14 de março de 2012                        |
| Fases Finais   | Quartas-de-final                | 16 de março de 2012           | 27–28 de março de 2012                              | 3–4 de abril de 2011                                |
| Fases Finais   | Semi-finais                     | 16 de março de 2012           | 17–18 de abril de 2012                              | 24–25 de abril de 2012                              |
| Fases Finais   | Final                           | 16 de março de 2012           | 19 de maio de 2012 - Fußball-Arena München, Munique | 19 de maio de 2012 - Fußball-Arena München, Munique |

## Rodadas de qualificação

### Primeira rodada
| Equipe 1        | Total | Equipe 2      | 1.º jogo | 2.º jogo |
| --------------- | ----- | ------------- | -------- | -------- |
| Tre Fiori       | 1–5   | Valletta      | 0–3      | 1–2      |
| FC Santa Coloma | 0–4   | F91 Dudelange | 0–2      | 0–2      |

### Segunda rodada
| Equipe 1          | Total | Equipe 2         | 1.º jogo | 2.º jogo |
| ----------------- | ----- | ---------------- | -------- | -------- |
| Maccabi Haifa     | 7–4   | Borac Banja Luka | 5–1      | 2–3      |
| Mogren            | 1–5   | Litex Lovech     | 1–2      | 0–3      |
| Maribor           | 5–1   | F91 Dudelange    | 2–0      | 3–1      |
| Skënderbeu Korçë  | 0–6   | APOEL            | 0–2      | 0–4      |
| Slovan Bratislava | 3–1   | Tobol Kostanay   | 2–0      | 1–1      |
| Sturm Graz        | 4–3   | Videoton         | 2–0      | 2–3      |
| Zestafoni         | 3–2   | Dacia Chişinău   | 3–0      | 0–2      |
| Dinamo Zagreb     | 3–0   | Neftchi Baku     | 3–0      | 0–0      |
| Pyunik            | 1–9   | Viktoria Plzeň   | 0–4      | 1–5      |
| Partizan          | 5–0   | Shkëndija        | 4–0      | 1–0      |
| Valletta          | 2–4   | Ekranas          | 2–3      | 0–1      |
| Malmö FF          | 3–1   | HB Tórshavn      | 2–0      | 1–1      |
| Shamrock Rovers   | 1–0   | Flora Tallinn    | 1–0      | 0–0      |
| Rosenborg         | 5–2   | Breiðablik       | 5–0      | 0–2      |
| Bangor City       | 0–13  | HJK Helsinki     | 0–3      | 0–10     |
| Skonto            | 0–3   | Wisła Kraków     | 0–1      | 0–2      |
| Linfield          | 1–3   | BATE Borisov     | 1–1      | 0–2      |

### Terceira rodada
| Equipe 1                 | Total                | Equipe 2             | 1.º jogo             | 2.º jogo             |                      |
| Caminho dos Campeões     | Caminho dos Campeões | Caminho dos Campeões | Caminho dos Campeões | Caminho dos Campeões | Caminho dos Campeões |
| ------------------------ | -------------------- | -------------------- | -------------------- | -------------------- | -------------------- |
| Litex Lovech             | 2–5                  | Wisła Kraków         | 1–2                  | 1–3                  |                      |
| Maccabi Haifa            | 3–2                  | Maribor              | 2–1                  | 1–1                  |                      |
| HJK Helsinki             | 1–3                  | Dinamo Zagreb        | 1–2                  | 0–1                  |                      |
| APOEL                    | 2–0                  | Slovan Bratislava    | 0–0                  | 2–0                  |                      |
| Copenhagen               | 3–0                  | Shamrock Rovers      | 1–0                  | 2–0                  |                      |
| Genk                     | 3–2                  | Partizan             | 2–1                  | 1–1                  |                      |
| Rosenborg                | 2–4                  | Viktoria Plzeň       | 0–1                  | 2–3                  |                      |
| Zestafoni                | 1–2                  | Sturm Graz           | 1–1                  | 0–1                  |                      |
| Ekranas                  | 1–3                  | BATE Borisov         | 0–0                  | 1–3                  |                      |
| Rangers                  | 1–2                  | Malmö FF             | 0–1                  | 1–1                  |                      |
| Caminho dos não-campeões |                      |                      |                      |                      |                      |
| Standard Liège           | 1–2                  | Zürich               | 1–1                  | 0–1                  |                      |
| Twente                   | 2–0                  | Vaslui               | 2–0                  | 0–0                  |                      |
| Benfica                  | 3–1                  | Trabzonspor          | 2–0                  | 1–1                  |                      |
| Dynamo Kyiv              | 1–4                  | Rubin Kazan          | 0–2                  | 1–2                  |                      |
| Odense                   | 5–4                  | Panathinaikos        | 1–1                  | 4–3                  |                      |

### Rodada deplay-off
| Equipe 1                 | Total                | Equipe 2             | 1.º jogo             | 2.º jogo             |                      |
| Caminho dos Campeões     | Caminho dos Campeões | Caminho dos Campeões | Caminho dos Campeões | Caminho dos Campeões | Caminho dos Campeões |
| ------------------------ | -------------------- | -------------------- | -------------------- | -------------------- | -------------------- |
| Wisla Cracóvia           | 2–3                  | APOEL                | 1–0                  | 1–3                  |                      |
| Maccabi Haifa            | 3–3 (1–4p)           | Genk                 | 2–1                  | 1–2                  |                      |
| Dinamo Zagreb            | 4–3                  | Malmö                | 4–1                  | 0–2                  |                      |
| Copenhague               | 2–5                  | Viktoria Plzeň       | 1–3                  | 1–2                  |                      |
| BATE Borisov             | 3–1                  | Sturm Graz           | 1–1                  | 2–0                  |                      |
| Caminho dos não-campeões |                      |                      |                      |                      |                      |
| Odense                   | 1–3                  | Villarreal           | 1–0                  | 0–3                  |                      |
| Twente                   | 3–5                  | Benfica              | 2–2                  | 1–3                  |                      |
| Arsenal                  | 3–1                  | Udinese              | 1–0                  | 2–1                  |                      |
| Bayern de Munique        | 3–0                  | Zurique              | 2–0                  | 1–0                  |                      |
| Lyon                     | 4–2                  | Rubin Kazan          | 3–1                  | 1–1                  |                      |

## Fase de grupos
As equipes apuradas para a fase de grupos foram divididas em 4 potes, de acordo com os seus coeficientes na UEFA (exceto o detentor do título, Barcelona, que é automaticamente inserido no Pote 1) e formaram oito grupos de quatro equipes com jogos de ida e volta, onde se classificam os dois primeiros colocados de cada grupo para as oitavas-de-final. Os oito terceiros colocados classificam-se para fase de 16-avos-de-final da Liga Europa 2011-12. O sorteio ocorreu em 25 de agosto de 2011 em Mônaco.

Se duas ou mais equipes terminarem iguais em pontos no final dos jogos do grupo, os seguintes critérios serão aplicados para determinar o ranking (em ordem decrescente):
1. maior número de pontos obtidos nos jogos entre as equipes em questão;
2. saldo de gols superior dos jogos disputados entre as equipes em questão;
3. maior número de gols marcados nos jogos disputados entre as equipes em questão;
4. maior número de gols marcados fora de casa nos jogos disputados entre as equipes em questão;
5. se, após a aplicação dos critérios de 1) a 4) para várias equipes, duas equipes ainda têm um ranking igual, os critérios de 1) a 4) serão reaplicados para determinar o ranking destas equipes;
6. saldo de gols de todos os jogos disputados no grupo;
7. maior número de gols marcados em todos os jogos disputados no grupo;
8. maior número de pontos acumulados pelo clube em questão, bem como a sua associação, ao longo das últimas cinco temporadas.

| Pote 1 | Pote 2 | Pote 3                                                                                          | Pote 4 |
| --- | --- | ----------------------------------------------------------------------------------------------- | --- |
| - Barcelona - Manchester United - Chelsea - Bayern de Munique - Arsenal - Real Madrid - Porto - Internazionale | - Milan - Lyon - Shakhtar Donetsk - Valencia - Benfica - Villarreal - CSKA Moscou - Olympique de Marseille | - Zenit - Ajax - Bayer Leverkusen - Olympiacos - Manchester City - Lille - Basel - BATE Borisov | - Borussia Dortmund - Napoli - Dínamo Zagreb - APOEL - Genk - TrabzonsporNote TUR - Viktoria Plzeň - Oţelul Galaţi |

| Legenda                                                                       |
| Classificado às oitavas-de-final                                              |
| Classificado à fase de dezesseis-avos de final da Liga Europa da UEFA 2011-12 |
| Eliminado                                                                     |

### Grupo A
| Pos | Equipe            | Pts | J | V | E | D | GP | GC | SG  |                                  |  | BAY | NAP | MC  | VIL |
| --- | ----------------- | --- | - | - | - | - | -- | -- | --- | -------------------------------- |  | --- | --- | --- | --- |
| 1   | Bayern de Munique | 13  | 6 | 4 | 1 | 1 | 11 | 6  | +5  | Classificado às oitavas de final |  | —   | 3–2 | 2–0 | 3–1 |
| 2   | Napoli            | 11  | 6 | 3 | 2 | 1 | 10 | 6  | +4  | Classificado às oitavas de final |  | 1–1 | —   | 2–1 | 2–0 |
| 3   | Manchester City   | 10  | 6 | 3 | 1 | 2 | 9  | 6  | +3  | Transferido para Liga Europa     |  | 2–0 | 1–1 | —   | 2–1 |
| 4   | Villarreal        | 0   | 6 | 0 | 0 | 6 | 2  | 14 | −12 | Eliminado                        |  | 0–2 | 0–2 | 0–3 | —   |

### Grupo B
| Pos | Equipe         | Pts | J | V | E | D | GP | GC | SG |                                  |  | INT | CSK | TRA | LIL |
| --- | -------------- | --- | - | - | - | - | -- | -- | -- | -------------------------------- |  | --- | --- | --- | --- |
| 1   | Internazionale | 10  | 6 | 3 | 1 | 2 | 8  | 7  | +1 | Classificado às oitavas de final |  | —   | 1–2 | 0–1 | 2–1 |
| 2   | CSKA Moscou    | 8   | 6 | 2 | 2 | 2 | 9  | 8  | +1 | Classificado às oitavas de final |  | 2–3 | —   | 3–0 | 0–2 |
| 3   | Trabzonspor    | 7   | 6 | 1 | 4 | 1 | 3  | 5  | −2 | Transferido para Liga Europa     |  | 1–1 | 0–0 | —   | 1–1 |
| 4   | Lille          | 6   | 6 | 1 | 3 | 2 | 6  | 6  | 0  | Eliminado                        |  | 0–1 | 2–2 | 0–0 | —   |

### Grupo C
| Pos | Equipe            | Pts | J | V | E | D | GP | GC | SG |                                  |  | BEN | BAS | MU  | OG  |
| --- | ----------------- | --- | - | - | - | - | -- | -- | -- | -------------------------------- |  | --- | --- | --- | --- |
| 1   | Benfica           | 12  | 6 | 3 | 3 | 0 | 8  | 4  | +4 | Classificado às oitavas de final |  | —   | 1–1 | 1–1 | 1–0 |
| 2   | Basel             | 11  | 6 | 3 | 2 | 1 | 11 | 10 | +1 | Classificado às oitavas de final |  | 0–2 | —   | 2–1 | 2–1 |
| 3   | Manchester United | 9   | 6 | 2 | 3 | 1 | 11 | 8  | +3 | Transferido para Liga Europa     |  | 2–2 | 3–3 | —   | 2–0 |
| 4   | Oţelul Galaţi     | 0   | 6 | 0 | 0 | 6 | 3  | 11 | −8 | Eliminado                        |  | 0–1 | 2–3 | 0–2 | —   |

### Grupo D
| Pos | Equipe        | Pts | J | V | E | D | GP | GC | SG  |                                  |  | RM  | OL  | AJA | DZ  |
| --- | ------------- | --- | - | - | - | - | -- | -- | --- | -------------------------------- |  | --- | --- | --- | --- |
| 1   | Real Madrid   | 18  | 6 | 6 | 0 | 0 | 19 | 2  | +17 | Classificado às oitavas de final |  | —   | 4–0 | 3–0 | 6–2 |
| 2   | Lyon          | 8   | 6 | 2 | 2 | 2 | 9  | 7  | +2  | Classificado às oitavas de final |  | 0–2 | —   | 0–0 | 2–0 |
| 3   | Ajax          | 8   | 6 | 2 | 2 | 2 | 6  | 6  | 0   | Transferido para Liga Europa     |  | 0–3 | 0–0 | —   | 4–0 |
| 4   | Dínamo Zagreb | 0   | 6 | 0 | 0 | 6 | 3  | 22 | −19 | Eliminado                        |  | 0–1 | 1–7 | 0–2 | —   |

### Grupo E
| Pos | Equipe           | Pts | J | V | E | D | GP | GC | SG  |                                  |  | CHE | LEV | VAL | GNK |
| --- | ---------------- | --- | - | - | - | - | -- | -- | --- | -------------------------------- |  | --- | --- | --- | --- |
| 1   | Chelsea          | 11  | 6 | 3 | 2 | 1 | 13 | 4  | +9  | Classificado às oitavas de final |  | —   | 2–0 | 3–0 | 5–0 |
| 2   | Bayer Leverkusen | 10  | 6 | 3 | 1 | 2 | 8  | 8  | 0   | Classificado às oitavas de final |  | 2–1 | —   | 2–1 | 2–0 |
| 3   | Valencia         | 8   | 6 | 2 | 2 | 2 | 12 | 7  | +5  | Transferido para Liga Europa     |  | 1–1 | 3–1 | —   | 7–0 |
| 4   | Genk             | 3   | 6 | 0 | 3 | 3 | 2  | 16 | −14 | Eliminado                        |  | 1–1 | 1–1 | 0–0 | —   |

### Grupo F
| Pos | Equipe                 | Pts | J | V | E | D | GP | GC | SG |                                  |  | ARS | OM  | OLY | DOR |
| --- | ---------------------- | --- | - | - | - | - | -- | -- | -- | -------------------------------- |  | --- | --- | --- | --- |
| 1   | Arsenal                | 11  | 6 | 3 | 2 | 1 | 7  | 6  | +1 | Classificado às oitavas de final |  | —   | 0–0 | 2–1 | 2–1 |
| 2   | Olympique de Marseille | 10  | 6 | 3 | 1 | 2 | 7  | 4  | +3 | Classificado às oitavas de final |  | 0–1 | —   | 0–1 | 3–0 |
| 3   | Olympiacos             | 9   | 6 | 3 | 0 | 3 | 8  | 6  | +2 | Transferido para Liga Europa     |  | 3–1 | 0–1 | —   | 3–1 |
| 4   | Borussia Dortmund      | 4   | 6 | 1 | 1 | 4 | 6  | 12 | −6 | Eliminado                        |  | 1–1 | 2–3 | 1–0 | —   |

### Grupo G
| Pos | Equipe           | Pts | J | V | E | D | GP | GC | SG |                                  |  | APO | ZEN | POR | SHA |
| --- | ---------------- | --- | - | - | - | - | -- | -- | -- | -------------------------------- |  | --- | --- | --- | --- |
| 1   | APOEL            | 9   | 6 | 2 | 3 | 1 | 6  | 6  | 0  | Classificado às oitavas de final |  | —   | 2–1 | 2–1 | 0–2 |
| 2   | Zenit            | 9   | 6 | 2 | 3 | 1 | 7  | 5  | +2 | Classificado às oitavas de final |  | 0–0 | —   | 3–1 | 1–0 |
| 3   | Porto            | 8   | 6 | 2 | 2 | 2 | 7  | 7  | 0  | Transferido para Liga Europa     |  | 1–1 | 0–0 | —   | 2–1 |
| 4   | Shakhtar Donetsk | 5   | 6 | 1 | 2 | 3 | 6  | 8  | −2 | Eliminado                        |  | 1–1 | 2–2 | 0–2 | —   |

### Grupo H
| Pos | Equipe         | Pts | J | V | E | D | GP | GC | SG  |                                  |  | BAR | MIL | PLZ | BAT |
| --- | -------------- | --- | - | - | - | - | -- | -- | --- | -------------------------------- |  | --- | --- | --- | --- |
| 1   | Barcelona      | 16  | 6 | 5 | 1 | 0 | 20 | 4  | +16 | Classificado às oitavas de final |  | —   | 2–2 | 2–0 | 4–0 |
| 2   | Milan          | 9   | 6 | 2 | 3 | 1 | 11 | 8  | +3  | Classificado às oitavas de final |  | 2–3 | —   | 2–0 | 2–0 |
| 3   | Viktoria Plzeň | 5   | 6 | 1 | 2 | 3 | 4  | 11 | −7  | Transferido para Liga Europa     |  | 0–4 | 2–2 | —   | 1–1 |
| 4   | BATE Borisov   | 2   | 6 | 0 | 2 | 4 | 2  | 14 | −12 | Eliminado                        |  | 0–5 | 1–1 | 0–1 | —   |

## Fases finais
Nas fases finais, as equipes classificadas jogam em partidas eliminatórias de ida e volta, exceto no jogo final.

### Equipas qualificadas
| Chave de cores                                |
| --------------------------------------------- |
| Cabeças de série para as oitavas-de-final     |
| Não cabeças de série para as oitavas-de-final |

#### Fase de grupos da Liga dos Campeões
| Grupo | Vencedores        | Vice-vencedores      |
| ----- | ----------------- | -------------------- |
| A     | FC Bayern München | Napoli               |
| B     | Internazionale    | CSKA Moscou          |
| C     | Benfica           | Basel                |
| D     | Real Madrid       | Lyon                 |
| E     | Chelsea           | Bayer Leverkusen     |
| F     | Arsenal           | Marseille            |
| G     | APOEL             | Zenit St. Petersburg |
| H     | Barcelona         | Milan                |

## Fases finais

### Esquema
|  | Oitavas-de-final              | Oitavas-de-final              | Oitavas-de-final              | Oitavas-de-final              |       |                        | Quartas-de-final         | Quartas-de-final         | Quartas-de-final         | Quartas-de-final         |  |                         | Semifinais       | Semifinais       | Semifinais       | Semifinais       |                   |       | Final      | Final      |
|  | 14 de fevereiro a 14 de março | 14 de fevereiro a 14 de março | 14 de fevereiro a 14 de março | 14 de fevereiro a 14 de março |       |                        | 27 de março a 4 de abril | 27 de março a 4 de abril | 27 de março a 4 de abril | 27 de março a 4 de abril |  |                         | 17 a 25 de abril | 17 a 25 de abril | 17 a 25 de abril | 17 a 25 de abril |                   |       | 19 de maio | 19 de maio |
|  |                               |                               |                               |                               |       |                        |                          |                          |                          |                          |  |                         |                  |                  |                  |                  |                   |       |            |            |
|  | Olympique de Marseille (gf)   | 1                             | 1                             | 2                             |       |                        |                          |                          |                          |                          |  |                         |                  |                  |                  |                  |                   |       |            |            |
|  | Internazionale                | 0                             | 2                             | 2                             |       |                        |                          |                          |                          |                          |  |                         |                  |                  |                  |                  |                   |       |            |            |
|  | Internazionale                | 0                             | 2                             | 2                             |       | Olympique de Marseille | 0                        | 0                        | 0                        |                          |  |                         |                  |                  |                  |                  |                   |       |            |            |
|  |                               |                               |                               |                               |       | Olympique de Marseille | 0                        | 0                        | 0                        |                          |  |                         |                  |                  |                  |                  |                   |       |            |            |
|  |                               | Bayern de Munique             | 2                             | 2                             | 4     |                        |                          |                          |                          |                          |  |                         |                  |                  |                  |                  |                   |       |            |            |
|  | Basel                         | Bayern de Munique             | 2                             | 2                             | 4     | 1                      | 0                        | 1                        |                          |                          |  |                         |                  |                  |                  |                  |                   |       |            |            |
|  | Basel                         |                               |                               |                               |       | 1                      | 0                        | 1                        |                          |                          |  |                         |                  |                  |                  |                  |                   |       |            |            |
|  | Bayern de Munique             | 0                             | 7                             | 7                             |       |                        |                          |                          |                          |                          |  |                         |                  |                  |                  |                  |                   |       |            |            |
|  | Bayern de Munique             | 0                             | 7                             | 7                             |       |                        |                          |                          |                          |                          |  | Bayern de Munique (pen) | 2                | 1                | 3 (3)            |                  |                   |       |            |            |
|  |                               |                               |                               |                               |       |                        |                          |                          |                          |                          |  | Bayern de Munique (pen) | 2                | 1                | 3 (3)            |                  |                   |       |            |            |
|  |                               | Real Madrid                   | 1                             | 2                             | 3 (1) |                        |                          |                          |                          |                          |  |                         |                  |                  |                  |                  |                   |       |            |            |
|  | Lyon                          | Real Madrid                   | 1                             | 2                             | 3 (1) | 1                      | 0                        | 1 (3)                    |                          |                          |  |                         |                  |                  |                  |                  |                   |       |            |            |
|  | Lyon                          |                               |                               |                               |       | 1                      | 0                        | 1 (3)                    |                          |                          |  |                         |                  |                  |                  |                  |                   |       |            |            |
|  | APOEL (pen)                   | 0                             | 1                             | 1 (4)                         |       |                        |                          |                          |                          |                          |  |                         |                  |                  |                  |                  |                   |       |            |            |
|  | APOEL (pen)                   | 0                             | 1                             | 1 (4)                         |       | APOEL                  | 0                        | 2                        | 2                        |                          |  |                         |                  |                  |                  |                  |                   |       |            |            |
|  |                               |                               |                               |                               |       | APOEL                  | 0                        | 2                        | 2                        |                          |  |                         |                  |                  |                  |                  |                   |       |            |            |
|  |                               | Real Madrid                   | 3                             | 5                             | 8     |                        |                          |                          |                          |                          |  |                         |                  |                  |                  |                  |                   |       |            |            |
|  | CSKA Moscou                   | Real Madrid                   | 3                             | 5                             | 8     | 1                      | 1                        | 2                        |                          |                          |  |                         |                  |                  |                  |                  |                   |       |            |            |
|  | CSKA Moscou                   |                               |                               |                               |       | 1                      | 1                        | 2                        |                          |                          |  |                         |                  |                  |                  |                  |                   |       |            |            |
|  | Real Madrid                   | 1                             | 4                             | 5                             |       |                        |                          |                          |                          |                          |  |                         |                  |                  |                  |                  |                   |       |            |            |
|  | Real Madrid                   | 1                             | 4                             | 5                             |       |                        |                          |                          |                          |                          |  |                         |                  |                  |                  |                  | Bayern de Munique | 1 (3) |            |            |
|  |                               |                               |                               |                               |       |                        |                          |                          |                          |                          |  |                         |                  |                  |                  |                  |                   | 1 (3) |            |            |
|  |                               | Chelsea (pen)                 | 1 (4)                         |                               |       |                        |                          |                          |                          |                          |  |                         |                  |                  |                  |                  |                   |       |            |            |
|  | Zenit                         | Chelsea (pen)                 | 1 (4)                         | 3                             | 0     | 3                      |                          |                          |                          |                          |  |                         |                  |                  |                  |                  |                   |       |            |            |
|  | Zenit                         |                               |                               | 3                             | 0     | 3                      |                          |                          |                          |                          |  |                         |                  |                  |                  |                  |                   |       |            |            |
|  | Benfica                       | 2                             | 2                             | 4                             |       |                        |                          |                          |                          |                          |  |                         |                  |                  |                  |                  |                   |       |            |            |
|  | Benfica                       | 2                             | 2                             | 4                             |       | Benfica                | 0                        | 1                        | 1                        |                          |  |                         |                  |                  |                  |                  |                   |       |            |            |
|  |                               |                               |                               |                               |       | Benfica                | 0                        | 1                        | 1                        |                          |  |                         |                  |                  |                  |                  |                   |       |            |            |
|  |                               | Chelsea                       | 1                             | 2                             | 3     |                        |                          |                          |                          |                          |  |                         |                  |                  |                  |                  |                   |       |            |            |
|  | Napoli                        | Chelsea                       | 1                             | 2                             | 3     | 3                      | 1                        | 4                        |                          |                          |  |                         |                  |                  |                  |                  |                   |       |            |            |
|  | Napoli                        |                               |                               |                               |       | 3                      | 1                        | 4                        |                          |                          |  |                         |                  |                  |                  |                  |                   |       |            |            |
|  | Chelsea                       | 1                             | 4                             | 5                             |       |                        |                          |                          |                          |                          |  |                         |                  |                  |                  |                  |                   |       |            |            |
|  | Chelsea                       | 1                             | 4                             | 5                             |       |                        |                          |                          |                          |                          |  | Chelsea                 | 1                | 2                | 3                |                  |                   |       |            |            |
|  |                               |                               |                               |                               |       |                        |                          |                          |                          |                          |  | Chelsea                 | 1                | 2                | 3                |                  |                   |       |            |            |
|  |                               | Barcelona                     | 0                             | 2                             | 2     |                        |                          |                          |                          |                          |  |                         |                  |                  |                  |                  |                   |       |            |            |
|  | Milan                         | Barcelona                     | 0                             | 2                             | 2     | 4                      | 0                        | 4                        |                          |                          |  |                         |                  |                  |                  |                  |                   |       |            |            |
|  | Milan                         |                               |                               |                               |       | 4                      | 0                        | 4                        |                          |                          |  |                         |                  |                  |                  |                  |                   |       |            |            |
|  | Arsenal                       | 0                             | 3                             | 3                             |       |                        |                          |                          |                          |                          |  |                         |                  |                  |                  |                  |                   |       |            |            |
|  | Arsenal                       | 0                             | 3                             | 3                             |       | Milan                  | 0                        | 1                        | 1                        |                          |  |                         |                  |                  |                  |                  |                   |       |            |            |
|  |                               |                               |                               |                               |       | Milan                  | 0                        | 1                        | 1                        |                          |  |                         |                  |                  |                  |                  |                   |       |            |            |
|  |                               | Barcelona                     | 0                             | 3                             | 3     |                        |                          |                          |                          |                          |  |                         |                  |                  |                  |                  |                   |       |            |            |
|  | Bayer Leverkusen              | Barcelona                     | 0                             | 3                             | 3     | 1                      | 1                        | 2                        |                          |                          |  |                         |                  |                  |                  |                  |                   |       |            |            |
|  | Bayer Leverkusen              |                               |                               |                               |       | 1                      | 1                        | 2                        |                          |                          |  |                         |                  |                  |                  |                  |                   |       |            |            |
|  | Barcelona                     | 3                             | 7                             | 10                            |       |                        |                          |                          |                          |                          |  |                         |                  |                  |                  |                  |                   |       |            |            |

### Oitavas-de-final
O sorteio das chaves das oitavas-de-final foi realizado no dia 17 de dezembro em Nyon, na Suíça.
| Equipe 1         | Total          | Equipe 2          | 1.º jogo | 2.º jogo |
| ---------------- | -------------- | ----------------- | -------- | -------- |
| Lyon             | 1–1 (3–4 d.p.) | APOEL             | 1–0      | 0–1      |
| Napoli           | 4–5            | Chelsea           | 3–1      | 1–4      |
| Milan            | 4–3            | Arsenal           | 4–0      | 0–3      |
| Basel            | 1–7            | Bayern de Munique | 1–0      | 0–7      |
| Bayer Leverkusen | 2–10           | Barcelona         | 1–3      | 1–7      |
| CSKA Moscow      | 2–5            | Real Madrid       | 1–1      | 1–4      |
| Zenit            | 3–4            | Benfica           | 3–2      | 0–2      |
| Marseille        | 2–2 (g.f.)     | Internazionale    | 1–0      | 1–2      |

3-4(pen)

### Quartas-de-final
Os encontros da primeira mão serão jogados a 27 e 28 de Março de 2012, e os encontros da segunda mão serão jogados a 3 e 4 de Abril de 2012.
[[
| Equipe 1  | Total | Equipe 2          | 1.º jogo | 2.º jogo |
| --------- | ----- | ----------------- | -------- | -------- |
| APOEL     | 2–8   | Real Madrid       | 0–3      | 2–5      |
| Marseille | 0–4   | Bayern de Munique | 0–2      | 0–2      |
| Benfica   | 1–3   | Chelsea           | 0–1      | 1–2      |
| Milan     | 1–3   | Barcelona         | 0–0      | 1–3      |

### Semifinais
| Equipe 1          | Total          | Equipe 2    | 1.º jogo | 2.º jogo |
| ----------------- | -------------- | ----------- | -------- | -------- |
| FC Bayern München | 3−3 (3–1 d.p.) | Real Madrid | 2–1      | 1–2      |
| Chelsea           | 3−2            | Barcelona   | 1–0      | 2–2      |

## Final
| 19 de maio de 2012 | Bayern de Munique | 1 – 1     | Chelsea    | Allianz Arena, Munique                     |
| 20:45              | Müller 83'        | Relatório | Drogba 88' | Público: 62 500 Árbitro: POR Pedro Proença |

|                                      |       | Penalidades                   |  |
| Lahm Gómez Neuer Olić Schweinsteiger | 3 – 4 | Mata Luiz Lampard Cole Drogba |  |

## Premiação
| Liga dos Campeões da UEFA de 2011-12 |
| Inglaterra                           |
| ------------------------------------ |
| Chelsea Campeão (1º título)          |

## Estatísticas
Gols e assistências contabilizados a partir da fase de grupos, excluindo as rodadas de qualificação.

Atualizado até 19 de maio de 2012.

| # | Jogador            | Equipe               | Gols | Tempo jogado |
| - | ------------------ | -------------------- | ---- | ------------ |
| 1 | Lionel Messi       | Barcelona            | 14   | 990          |
| 2 | Mario Gómez        | FC Bayern München    | 12   | 1003'        |
| 3 | Cristiano Ronaldo  | Real Madrid          | 10   | 930'         |
| 4 | Karim Benzema      | Real Madrid          | 7    | 760'         |
| 5 | Didier Drogba      | Chelsea              | 6    | 670'         |
| 6 | José Callejón      | Real Madrid          | 5    | 307'         |
| 6 | Roberto Soldado    | Valencia             | 5    | 515'         |
| 6 | Bafétimbi Gomis    | Lyon                 | 5    | 530'         |
| 6 | Alexander Frei     | Basel                | 5    | 611'         |
| 6 | Seydou Doumbia     | CSKA Moscow          | 5    | 611'         |
| 6 | Roman Shirokov     | Zenit St. Petersburg | 5    | 658'         |
| 6 | Edinson Cavani     | Napoli               | 5    | 701'         |
| 6 | Zlatan Ibrahimović | Milan                | 5    | 720'         |

| #  | Jogador                    | Equipe            | Assist. | Tempo jogado |
| -- | -------------------------- | ----------------- | ------- | ------------ |
| 1  | Kaká                       | Real Madrid       | 5       | 441          |
| 1  | Karim Benzema              | Real Madrid       | 5       | 761          |
| 1  | Nicolás Gaitán             | Benfica           | 5       | 810          |
| 1  | Lionel Messi               | Barcelona         | 5       | 990          |
| 1  | Franck Ribéry              | FC Bayern München | 5       | 1030         |
| 6  | Isaac Cuenca               | Barcelona         | 4       | 347'         |
| 6  | Marcelo                    | Real Madrid       | 4       | 539'         |
| 6  | Fernando Torres            | Chelsea           | 4       | 635'         |
| 6  | Zlatan Ibrahimović         | Milan             | 4       | 720'         |
| 10 | Vágner Love                | CSKA Moscow       | 3       | 540'         |
| 10 | Aly Cissokho               | Lyon              | 3       | 660'         |
| 10 | Cesc Fàbregas              | Barcelona         | 3       | 661'         |
| 10 | Ezequiel Lavezzi           | Napoli            | 3       | 700'         |
| 10 | Constantinos Charalambides | APOEL             | 3       | 769'         |
| 10 | Mesut Özil                 | Real Madrid       | 3       | 806'         |
| 10 | Frank Lampard              | Chelsea           | 3       | 843'         |
| 10 | Daniel Alves               | Barcelona         | 3       | 855'         |
| 10 | Cristiano Ronaldo          | Real Madrid       | 3       | 930'         |
| 10 | Juan Mata                  | Chelsea           | 3       | 948'         |
| 10 | Toni Kroos                 | FC Bayern München | 3       | 1073'        |

## Premiações
No dia 30 de Agosto de 2012, durante o sorteio dos grupos do para a UEFA 2012/13, o meio-campista do Barcelona, Iniesta foi eleito, com 19 votos, o melhor jogador da competição, derrotando seu companheiro de clube Messi e o português do Real Madrid, Cristiano Ronaldo. Ambos os adversários receberam 17 votos cada.